# دينيس أكياما
دينيس أكياما (بالإنجليزية: Dennis Akayama)‏ ، ويُكتب أيضًا "دينيس أكاياما"، هو ممثل ومؤدي أصوات كندي من أصل ياباني ولد في مدينة تورنتو الكندية بتاريخ 22 يونيو 1952م. شارك بعدة أفلام، منها فيلم الساموراي الفضي.

## مصدر
1. ↑   https://ssl.ofdb.de/view.php?page=person&id=66811. {{استشهاد ويب}}: |url= بحاجة لعنوان (مساعدة) والوسيط |title= غير موجود أو فارغ (من ويكي بيانات) (مساعدة)
2. ↑  An Interview with Denis Akiyama - The Bulletin نسخة محفوظة 1 مارس 2014 على موقع واي باك مشين.

## وصلة خارجية
- دينيس أكياما على موقع IMDb (الإنجليزية)
- دينيس أكياما على موقع قاعدة بيانات الفيلم (الإنجليزية)